# Corporacion América
Corporacion América est une entreprise argentine du secteur aéroportuaire. Elle assure la construction, la gestion et l'exploitation d'aéroports en Amérique du Sud.
Corporacion América a également des activités dans les services, l'agroindustrie, l'énergie et les infrastructures.

## Histoire

### Aéronautique
Dans l'aéronautique, Corporacion América démarre en 1998 avec la société de concession d'aéroports Aeropuertos Argentina 2000 qui opère 33 aéroports en Argentine. En 2001, le groupe ajoute l'aéroport de Neuquén à son portfolio, puis l'aéroport international Zvartnots en 2002, l'aéroport international de Carrasco en 2003, l'aéroport international José-Joaquín-de-Olmedo en 2004, et l'aéroport international Shirak dont la gestion est couplée à celle de Zvartnots.
En 2008, Corporacion América reprend la concession de l'aéroport de Punta del Este et de Bahía Blanca. En 2011, plusieurs concessions sont remportées : Aeropuerto Galapágos, Aeroporto de Natal, et Aeropuertos Andinos del Perú, puis Aeroporto de Brasilia en 2012. En 2014, Corporacion América met un pied en Italie avec la reprise des aéroports de Florence et de Pise.

## Aéroports gérés par Corporacion América
En 2018, Corporacion América gère 52 aéroports dans 7 pays (sur 2 continents) qui cumulent un trafic annuel de 81,3 millions de passagers.
| Nom               | Pays                         | Période | Référence |
| ----------------- | ---------------------------- | ------- | --------- |
| Aéroport Seymour  | Équateur (Galapagos)         | 2013    | [ 3 ]     |
| Aéroport de Natal | Brésil (Rio Grande do Norte) | 2011    | [ 4 ]     |

Corporacion América opère à travers les filiales suivantes :
- Aeropuertos Argentina 2000
- Aeropuerto de Punta del Este
- Aeropuertos Andinos del Perú
- Zvartnots
- Aeropuerto Ecológico Galápagos
- Aeropuerto of Bahia Blanca
- Aeropuertos del Neuquen
- Aeropuerto de Carasco
- Aeropuerto de Guayaquil
- Aeropuerto de Natal
- Aeropuerto de Brasilia
- Toscana Aeroporti

## Gouvernance
Présidence :
- 2011 - Eduardo Eurnekian
- 2014 - Ezequiel Barrenechea